# Cissus lamprophylla
Cissus lamprophylla är en vinväxtart som beskrevs av Gilg & M. Brandt. Cissus lamprophylla ingår i släktet Cissus och familjen vinväxter. Inga underarter finns listade i Catalogue of Life.